# Jordan Eberle
Jordan Eberle (Regina, Saskatchewan, 15 de mayo de 1990), apodado Ebs, Gary o Mr. Clutch, es un jugador profesional canadiense de hockey sobre hielo que se desempeña en la posición de extremo derecho en Seattle Kraken, equipo de la National Hockey League (NHL).

## Carrera
Fue seleccionado en la primera ronda en la NHL Entry Draft de 2008. En 2010 hizo su debut profesional con el equipo Edmonton Oilers, en el cual jugó siete temporadas (2010-2017), después pasó a New York Islanders (2017-2021), luego a Seattle Kraken, donde lleva jugando tres temporadas.